# Luzzasco Luzzaschi
Luzzasco Luzzaschi est un compositeur, organiste et pédagogue italien de la Renaissance tardive, né à Ferrare vers 1545 et mort dans la même ville le 10 septembre 1607.

## Biographie
Il aurait étudié avec Cyprien de Rore. Il a probablement étudié l'orgue avec Jacques Brunel et a peut-être aussi étudié le contrepoint avec Alfonso dalla Viola (en), après que le départ de Cyprien de Rore de Ferrare en 1558. 
Son premier poste est celui de chef de chœur de la cathédrale de sa ville natale. Il devient organiste à la cour du duc Alphonse II d'Este en 1564. Pendant toute sa carrière, sa virtuosité à l'orgue, comme sur d'autres instruments à claviers, est soulignée par des commentateurs de son temps. À la cour d'Este, il est nommé directeur musical du célèbre « Concerto delle donne », pour lequel il compose de nombreux madrigaux, dont les Madrigali per cantare et sonare a 1-3 soprani en 1601.
En parallèle, il déploie une grande activité de pédagogue et est le professeur de nombreux musiciens devenus ultérieurement célèbres, notamment Girolamo Frescobaldi.
Il meurt à l'âge de 62 ans et est enterré dans l'église des Carmélites (Chiesa dei Carmelitani) de Ferrare.
Luzzaschi a composé sept livres de madrigaux pour cinq voix, y compris les fameux Madrigali... per cantare, et sonare, a uno, e doi, e tre soprani de 1601. À la différence de plusieurs madrigalistes de son époque, Luzzaschi utilise une ligne de soprano riche en ornements, qui anticipe le style du premier baroque. Ce traitement original de la voix de soprano est évidemment lié à son poste de directeur du « Concerto delle donne » : ce sont essentiellement pour elles que Luzzaschi compose ses madrigaux. La haute qualité et le raffinement de ces chanteuses d'exception sont donc à l'origine de la richesse vocale et du style singulier de ses œuvres. 
Outre les madrigaux, Luzzaschi a composé de la musique sacrée et publié une collection de motets à cinq parties : Sacrarum cantionum a cinque voci (1598).
Un dernier point distinctif de l'œuvre de Luzzaschi est l'existence de partitions de musique pour clavier.

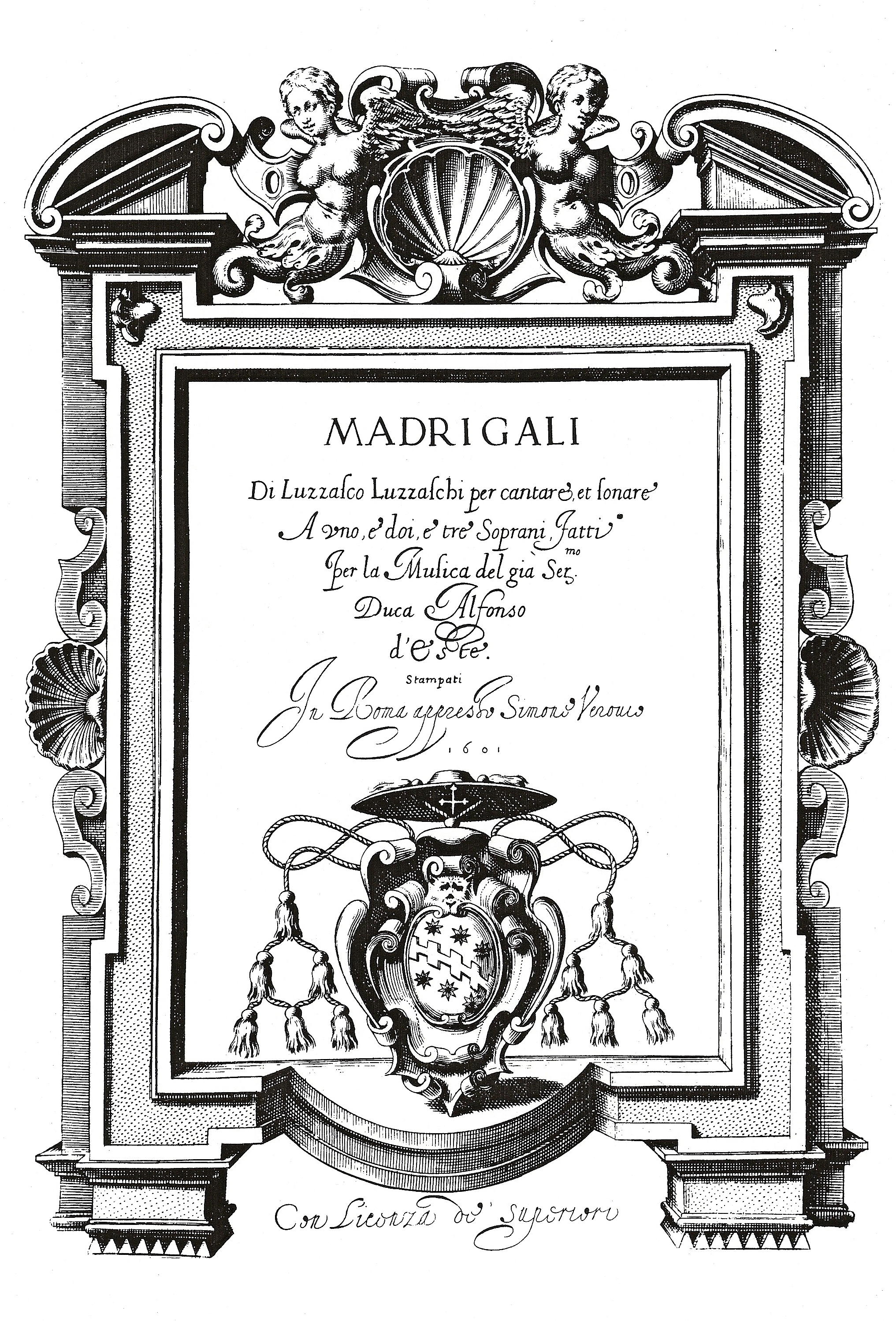
Page de titre d'un recueil de madrigaux de Luzzasco Luzzaschi

## Œuvres
- 7 livres de madrigaux a cinque voci :
  - Libro I - Ferrare, 1571
  - Libro II - Venise, 1576
  - Libro III - ivi, 1582
  - Libro IV - Ferrare, 1594
  - Libro V - ivi, 1595
  - Libro VI - ivi, 1596
  - Libro VII - Venise, 1604
- Sacrarum cantionum a cinque voci - Venise, 1598
- Madrigali per cantare et sonare a 1-3 soprani - Rome, 1601
- Seconda scelta delli madrigali a cinque voci - Naples, 1601

## Discographie
- Concerto delle dame di Ferrara (madrigaux à un, deux et trois sopranos) - Helena Afonso, Cristina Miatello, Marinella Pennichi, sopranos ; Sergio Vartolo, clavecin  (janvier 1984, Harmonia Mundi) (OCLC 20573657)
- Quinto libro de' madrigali - La Venexiana (en) (février 1999, Glossa) (OCLC 44054853)
- Concerto delle dame - La Venexiana, dir. Claudio Cavina (août 2009, Glossa) (OCLC 770360985)
- Musique pour clavier - Matteo Messori, clavecins, orgue et épinette (août/septembre 2011, Brilliant Classics) (OCLC 881480715)
- Madrigaux, motets & musique instrumentale - Profeti della Quinta (8-13 juin 2015, Pan Classics) (OCLC 936492243)

## Sources
- (en) Gustave Reese, Music in the Renaissance. New York, W.W. Norton & Co., 1954.  (ISBN 0-393-09530-4)
- (en) The Concise Edition of Baker's Biographical Dictionary of Musicians, 8e éd. révision par Nicolas Slonimsky. New York, Schirmer Books, 1993.  (ISBN 0-02-872416-X)